# Slaget ved Neville's Cross
Slaget ved Neville's Cross var et slag, som fandt sted vest for byen Durham i det nordlige England den 17. oktober 1346. Slaget var et restultat Englands invasion af Frankrig, hvorved at Skotland, der var allieret med Frankrig, invaderede det nordlige England som en del af hundredårskrigen og den anden skotske uafhængighedskrig. Slaget endte med skotternes nederlag, og deres konge, David 2. af Skotland, blev taget til fange. Det skotske nederlag bliver generelt betegnet som en vigtig milepæl i vejen mod at England fik overherredømme over Skotland.